# Selatosomus appropinquans
Selatosomus appropinquans is een keversoort uit de familie kniptorren (Elateridae). De wetenschappelijke naam van de soort is voor het eerst geldig gepubliceerd in 1838 door Randall. De letterlijke betekenis is de naderende overgeleverden